# Бор (Плюсский район)
Бор — деревня в Плюсском районе Псковской области России. Входит в состав Лядской волости.
Расположена на берегу реки Хоромёнка, в 21 км к северу от волостного центра Ляды и в 56 км к северо-западу от райцентра Плюсса.

## Население
Численность населения деревни на 2000 год составляла 6 человек, по переписи 2002 года — 15 человек.

## История
До 1 января 2006 года деревня входила в состав ныне упразднённой Заянской волости.